# Astragalus sewertzovii
Astragalus sewertzovii är en ärtväxtart som beskrevs av Aleksandr Andrejevitj Bunge. Astragalus sewertzovii ingår i släktet vedlar, och familjen ärtväxter. Inga underarter finns listade i Catalogue of Life.